# Eudendrium scotti
Eudendrium scotti is een hydroïdpoliep uit de familie Eudendriidae. De poliep komt uit het geslacht Eudendrium. Eudendrium scotti werd in 2002 voor het eerst wetenschappelijk beschreven door Puce, Cerrano & Bavestrello. 